# Hermelinghof
Der Hermelinghof war laut Hermann Rothert „die Urzelle von Lippstadt“. Er lag im Nordwesten der heutigen Stadt, noch außerhalb der ersten Stadtgründung. Vermutlich stand dort auch eine Burg der Edelherren zur Lippe, bevor das Augustinerinnenstift mit seiner Kirche St. Marien, der heutigen Stiftsruine, gegründet wurde.

## Einzelnachweis
1. ↑  Hermann Rothert: Der Hermelinghof – Die Urzelle von Lippstadt. In: Mitteilungen aus der lippischen Geschichte und Landeskunde 20 (1951), S. 5–8 (online).